# Nicholas Choi
Nicholas Edward Choi (Hong Kong, 20 gennaio 1993) è uno schermidore hongkonghese, specializzato nel fioretto.

## Palmarès
- Campionati asiatici

Seoul 2011: bronzo nel fioretto a squadre.
Wakayama 2012: bronzo nel fioretto a squadre.
Shanghai 2013: bronzo nel fioretto a squadre.
Suwon 2014: bronzo nel fioretto a squadre.
Singapore 2015: bronzo nel fioretto a squadre.
Hong Kong 2017: bronzo nel fioretto a squadre.
Bangkok 2018: argento nel fioretto a squadre.